# 勝山スケーティングクラブ
勝山スケーティングクラブ（かつやまスケーティングクラブ）は、かつて宮城県仙台市青葉区上杉に存在したスケートリンクである。仙台市都心部の北側にあり、上杉六丁目交差点（愛宕上杉通と北六番丁の交差点）の南西の街区内に位置する。
1978年（昭和53年）12月9日開場し、2009年（平成21年）4月30日に閉鎖された。同年中に建物は解体され、跡地は西友勝山公園店等の平面駐車場として利用された。

## 概要
当地は、1688年（元禄元年）創業の勝山酒造（北緯38度16分27.3秒 東経140度52分24.4秒 / 北緯38.274250度 東経140.873444度）が1857年（安政4年）、仙台藩より「御酒御用酒屋」に任命された際に与えられた土地であり、同社の酒蔵などがあった。当区画の西側部分に1972年（昭和47年）に勝山ボウリングクラブ（北緯38度16分28.2秒 東経140度52分19.8秒 / 北緯38.274500度 東経140.872167度）が開業、北東部分に1975年（昭和50年）に東日本放送（北緯38度16分30秒 東経140度52分23.2秒 / 北緯38.27500度 東経140.873111度）が開局し、中央南部分に1978年（昭和53年）に当アイススケート場（北緯38度16分28.2秒 東経140度52分21.7秒 / 北緯38.274500度 東経140.872694度）が開場した。
1階は駐車場、2階にリンクや付属施設、かのおスポーツ勝山スケーティングクラブ店（スポーツ用品店）があった。全天候型で、年間を通してスケートを行うことが可能であった。
開場当初から、当リンク所属のアイスホッケーチームとフィギュアスケートのクラブが発足した。しかし利用者数は、開場間もない1980年（昭和55年）に約18万人/年でピークとなったが、2000年代後半は4-5万人/年で推移するほど落ち込んだ。

## 出身有名人
当リンクをホームリンクとしていた時期がある冬季オリンピックフィギュアスケート日本代表は以下の通り。
| 開催年 | 出場者     | 出場者         | 出場者 | 種目  | 結果     |
| 開催年 | 氏名       | 生年月日       | 出身   | 種目  | 結果     |
| ------ | ---------- | -------------- | ------ | ----- | -------- |
| 1994年 | 及川史弘   | 1973年08月26日 | 宮城県 | 男子S | 22位     |
| 1998年 | 荒井万里絵 | 1981年12月07日 | 宮城県 | ペア  | 20位     |
| 1998年 | 荒川静香   | 1981年12月29日 | 宮城県 | 女子S | 13位     |
| 2006年 | 荒川静香   | 1981年12月29日 | 宮城県 | 女子S | 金メダル |
| 2014年 | 羽生結弦   | 1994年12月07日 | 宮城県 | 男子S | 金メダル |
| 2018年 | 羽生結弦   | 1994年12月07日 | 宮城県 | 男子S | 金メダル |

他に、日本人初のNHL選手である福藤豊が高校生時代に通っていたことが知られており、トリノオリンピック後には、中野友加里、鈴木潤ら著名なスケーターが何人も滑りに来ていた。その他、仙台放送『スポルたん!LIVE』の二代目アシスタントで、女子大生プロアイススケーターとしても活躍した新海史子も当クラブに所属していた。

## 規格
- メインリンク：56m×26m（国際規格）
- ジュニアリンク：不明

## アクセス
- 仙台市地下鉄南北線・北四番丁駅から徒歩8分。
- 仙台市営バス・農学部前バス停から徒歩3分。